# Бальшин, Владимир Владимирович
Владимир Владимирович Бальшин (род. 5 августа 1973, Москва) — российский виолончелист; заслуженный артист Российской Федерации, профессор кафедры камерного ансамбля и квартета Московской консерватории имени П. И. Чайковского.

## Биография
Родился в 1973 в Москве. Окончил Московскую консерваторию имени П. И. Чайковского и ассистентуру-стажировку, класс профессора Н. Н. Шаховской. Обучался в классе струнного квартета под руководством профессоров М. С. Копельмана, Д. В. Шебалина и В. А. Берлинского, в классе камерного ансамбля — под руководством А. И. Рудина. Участник камерного ансамбля Солисты Москвы под управлением Ю. А. Башмета (1993—1998) и ансамбля Брамс-трио (1998—2006). В Квартете имени Бородина играет с 2007 года. Преподаёт в Московской консерватории имени П. И. Чайковского по классу квартета.

## Награды и звания
Лауреат международных квартетных конкурсов: камерной музыки имени В. Беллини (I премия; Италия, 1990); струнных квартетов имени И. Менухина (III премия; Лондон, 1991)/ Обладатель специального приза на конкурсе М. Л. Ростроповича в Париже (1994). Дипломант Международного конкурса имени Чайковского (Москва, 1998). Дипломант XI Международного конкурса им. П. И. Чайковского (Москва, 1998), лауреат Международного конкурса виолончелистов им. А. Янигро (Загреб, 2000).

### Звания
- Заслуженный артист Российской Федерации (2002).

## Концертная деятельность
В составе Квартета имени Бородина дважды облетел с концертами вокруг земного шара (2010 и 2015). Выступал в таких залах, как Уигмор-Холл и Куин-Элизабет-Холл (Лондон), Концертгебау (Амстердам), Музыкоград и Плейель (Париж), Музикферайн (Вена), Концертхаус (Берлин, Вена, Осло, Стокгольм), Аудиторио Насьональ (Мадрид), Элис Талли (Нью-Йорк), Альте-Опера (Франкфурт), Бунка Кайкан (Токио), Театро Фениче (Венеция), Бетховенхалле (Бонн), Гонконг-Сити-Холл, Моцартеум (Зальцбург), Мельбурн Рисайтл Сэнтер, Сидней-Сити- Холл, Тонхалле (Цюрих) и Принцрегенттеатр (Мюнхен), а также зал Кёльнской филармонии, Концертный зал Мариинского Театра, Большой зал Московской консерватории и во многих других.

## Дискография
В составе Брамс-трио
- 1998: Бетховен. Трио си-бемоль мажор, соч. 97; Шостакович. Трио ми минор, соч. 67;

	«Два столетия русского фортепианного трио»
- Диск 1: (2000): Глинка. Патетическое трио ре минор; Аренский. Трио № 1 ре минор, соч. 32; Шнитке. Трио;
- Диск 2 «Д. Д. Шостакович» (2001): Шостакович. Трио № 1, соч. 8, Трио № 2 ми минор, соч. 67;
- Диск 3 «У истоков русских консерваторий». Посвящается А. Г. и Н. Г. Рубинштейнам (2001): Пабст. Трио ля мажор памяти Антона Рубинштейна; Чайковский. Трио ля минор, соч. 50 «Памяти великого артиста»;
- Диск 4 «Поэмы» (2004): Алябьев. «Неоконченное» трио № 1 ми-бемоль мажор; Рахманинов. «Элегическое» трио № 1 соль минор; Книппер. Трио № 1; Муравлев. «Музыкальное приношение» для трио, ор. 30 (2004);
- «My pleasure» (2002): Аренский. Серенада, соч. 30; Блох. Три ноктюрна; Брамс. Два Венгерских танца; Дворжак. Юмореска; Григ. Норвежский танец; Шуман-Киршнер. Две пьесы в форме канона, соч. 56; Дебюсси. Кукольный кейк-уок; Пьяццолла. «Времена года»;
- 2003: А. А. Муравлев. Музыкальное приношение для трио, ор. 30; Романс для трио, ор. 1, Памяти П. И. Чайковского; Две пьесы для виолончели и фортепиано, ор. 19;
- 2006: «Ф. Шуберт». Из цикла «Сокровища классики»: Трио № 2 ми-бемоль мажор, соч. 100, D. 929, Соната для трио cи-бемоль мажор, Брамс. Трио До минор, соч. 101.

В составе Квартета имени Бородина
- 2009 (CD): А. Бородин. Квартет № 1 ля мажор; Н. Мясковский. Квартет № 13 ля минор; И. Стравинский. Концертино;
- 2011 (CD): И. Гайдн. «Русские квартеты» № 1-6;
- 2011 (DVD): Ф. Шуберт. Квартеты № 10 ми-бемоль мажор, № 12 до минор; И. Брамс. Квартет № 2 ля минор, интермеццо из квартета № 3 си-бемоль мажор;
- 2015 (CD): Д. Шостакович. Квартеты № 1 до мажор, № 8 до минор, № 14 фа-диез мажор, две пьесы для струнного квартета.
- 2018 (7 CD): Д. Шостакович. Квартеты № 1-15, Квинтет соль минор, соч. 57, Неоконченный квартет (1961), музыка к кинофильму «Подруги», соч. 41а.